# Pierce LePage
Pierce LePage (* 22. Januar 1996 in Whitby) ist ein kanadischer Leichtathlet, der sich auf den Zehnkampf spezialisiert hat. In dieser Disziplin wurde er 2023 Weltmeister und im Jahr zuvor Vizeweltmeister.

## Sportliche Laufbahn
Erste internationale Erfahrungen sammelte Pierce LePage bei den Commonwealth Games 2018 im australischen Goald Coast, bei denen er mit 8171 Punkten die Silbermedaille hinter dem Granader Lindon Victor und vor dem Australier Cedric Dubler gewann. 2019 gewann er das Décastar in Talence mit einer neuen persönlichen Bestleistung von 8453 Punkten, die die Normerfüllung für die Weltmeisterschaften im gleichen Jahr in Doha bedeuteten. Bei den Panamerikanischen Spielen 2019 in Lima gewann er mit 8161 Punkten die Bronzemedaille hinter seinem Landsmann Damian Warner und Lindon Victor aus Grenada. Daraufhin belegte er bei den Weltmeisterschaften in Doha mit 8445 Punkten den fünften Platz. 2021 wurde er beim Hypomeeting in Götzis mit 8534 Punkten Zweiter und anschließend gelangte er bei den Olympischen Sommerspielen in Tokio mit 8604 Punkten auf Rang fünf. Im Jahr darauf gewann er bei den Weltmeisterschaften in Eugene mit 8701 Punkten die Silbermedaille hinter dem Franzosen Kevin Mayer. 2023 siegte er mit 8700 Punkten in Götzis und sicherte sich dann bei den Weltmeisterschaften in Budapest mit persönlicher Bestleistung von 8909 Punkten den Weltmeistertitel.
Im Oktober 2023 wurde er als einer von elf Sportlern für die Auszeichnung als Welt-Leichtathlet des Jahres nominiert.
Er ist Student an der York University in Toronto.

## Persönliche Bestleistungen
- Zehnkampf: 8909 Punkte, 25./26. August 2023 in Budapest